# Bethel (Botswana)
Bethel é uma vila localizada no Distrito do Sul em Botswana. Possuía, em 2011, uma população estimada de 404 habitantes.